# Марлена де Бласи
Марлена де Бласи (на английски: Marlena de Blasi) е американска журналистка и писателка на бестселъри в жанра мемоари, кулинарен любовен роман и готварски книги.

## Биография и творчество
Марлена де Бласи е родена на 3 май 1952 г. в Скънектади, щат Ню Йорк, САЩ. Завършва с бакалавърска степен по изкуства Университета на Ню Йорк в Олбани, и специализира история на изкуството и политически науки в Нюйоркския университет.
След дипломирането си работи няколко години като редактор и водещ на телевизионно шоу за готвене по канал PBS. Усъвършенства се в кулинарното изкуство, като гурме-готвач и партньор в ресторант в Сейнт Луис. В периода 1985 – 1993 г. пише статии за храна и вино в няколко американски вестници и списания. Работила е като рекламен директор на Американския кулинарен институт в Ню Йорк Йорк.
Омъжва се за Фернандо де Бласи, италиански банкер, с когото се премества да живее в Италия, първо във Венеция, а после в Тоскана и Умбрия. Имат две деца. Организира кулинарни турове из Тоскана и Умбрия.
В Италия започва да пише книги за готварство. Първата ѝ готварска книга „Regional Foods of Northern Italy“ (Регионални храни от Северна Италия) е публикувана през 1997 г.
Първият ѝ мемоарен роман „Хиляда дни във Венеция“ е публикуван през. 2002 г. Той става международен бестселър и я прави известна.
Произведенията на писателката са преведени на 26 езика по света.
Марлена де Бласи живее със семейството си в Орвието, Умбрия.

## Произведения

### Самостоятелни романи
- Amandine (2010)

### Документалистика
- Regional Foods of Northern Italy (1997) – готварска книга
- Regional Foods of Southern Italy (1999) – готварска книга
- A Thousand Days in Venice (2002) – мемоари
Хиляда дни във Венеция: неочакван роман, изд. „Слънце“, София (2011), прев. Славянка Мундрова
- A Thousand Days in Tuscany (2004) – мемоари
Хиляда дни в Тоскана, изд. „Слънце“, София (2013), прев. Мария Михайлова
- The Lady in the Palazzo (2006)
Любов в сърцето на Италия, изд. „Слънце“, София (2013), прев. Славянка Мундрова
- That Summer in Sicily (2008)
Лято в Сицилия, изд. „Слънце“, София (2012), прев. Славянка Мундрова
- A Taste of Southern Italy (2009)
- Antonia and Her Daughters (2012)
- The Umbrian Thursday Night Supper Club (2015)
Клуб Умбрийска вечеря, изд. „Слънце“, София (2015), прев. Мария Михайлова